# Grosse-caisse
Een grosse-caisse is een muziekinstrument dat van oudsher essentieel bij de fanfare behoorde. Vroeger was zij veel zwaarder en volumineuzer, zoals de naam het suggereert. Het was dan ook nodig dat er iemand deze tijdens de muzikale uitstappen (marsen) op zijn rug moest dragen - dat gebeurde door de grosse-caissedrager. Het instrument werd dan bediend door de persoon erachter.
Vanwege de grote arbeid waren grosse-caissedragers een van de weinigen binnen de vereniging die een vergoeding kregen. Uit een document van 28 augustus 1912: “de vergoeding voor de grosse-caissedrager bedraagt jaarlijks vijfentwintig frank, en daarenboven zijn verteer bij de uitstappen”.

## Grote trom
In tegenstelling tot wat soms gedacht wordt is een grosse-caisse (gedragen op de rug en bespeeld door de persoon erachter) totaal verschillend met een grote trom, waarbij de drager zelf zijn instrument op de buik draagt en bespeelt. Hoewel de Frans klinkende benaming suggereert dat het feitelijk om een grote trom volgens de dag van vandaag zou gaan, heeft het niets te maken met een grote trom.
Pas later werd dit instrument langzaam vervangen door de grote trom.